# True Confessions
True Confessions é um filme estadunidense de 1981 dos gêneros drama e policial, dirigido por Ulu Grosbard,  roteirizado por John Gregory Dunne, Joan Didion e Gary S. Hall, baseado no livro de John Gregory Dunne, música de Georges Delerue.

## Sinopse
Em 1940, em Los Angeles, um policial descobre que o irmão, um padre, supostamente tem ligações com corrupção e estaria envolvido com o assassinato de uma prostituta.

## Elenco
- Robert De Niro ....... Padre Des Spellacy (como Robert DeNiro)
- Robert Duvall ....... Detetive Tom Spellacy
- Charles Durning ....... Jack Amsterdam
- Kenneth McMillan ....... Frank Crotty
- Ed Flanders ....... Dan T. Campion
- Cyril Cusack .......  Cardeal Danaher
- Burgess Meredith ....... Seamus Fargo
- Rose Gregorio ....... Brenda Samuels
- Dan Hedaya ....... Howard Terkel
- Gwen Van Dam ....... Mrs. Fazenda
- Thomas Hill .......  Mr. Fazenda (como Tom Hill)
- Jeanette Nolan ....... Mrs. Spellacy
- Jorge Cervera Jr. ....... Eduardo Duarte
- Susan Myers ....... Noiva
- Louisa Moritz ....... prostituta